# Iberdrola

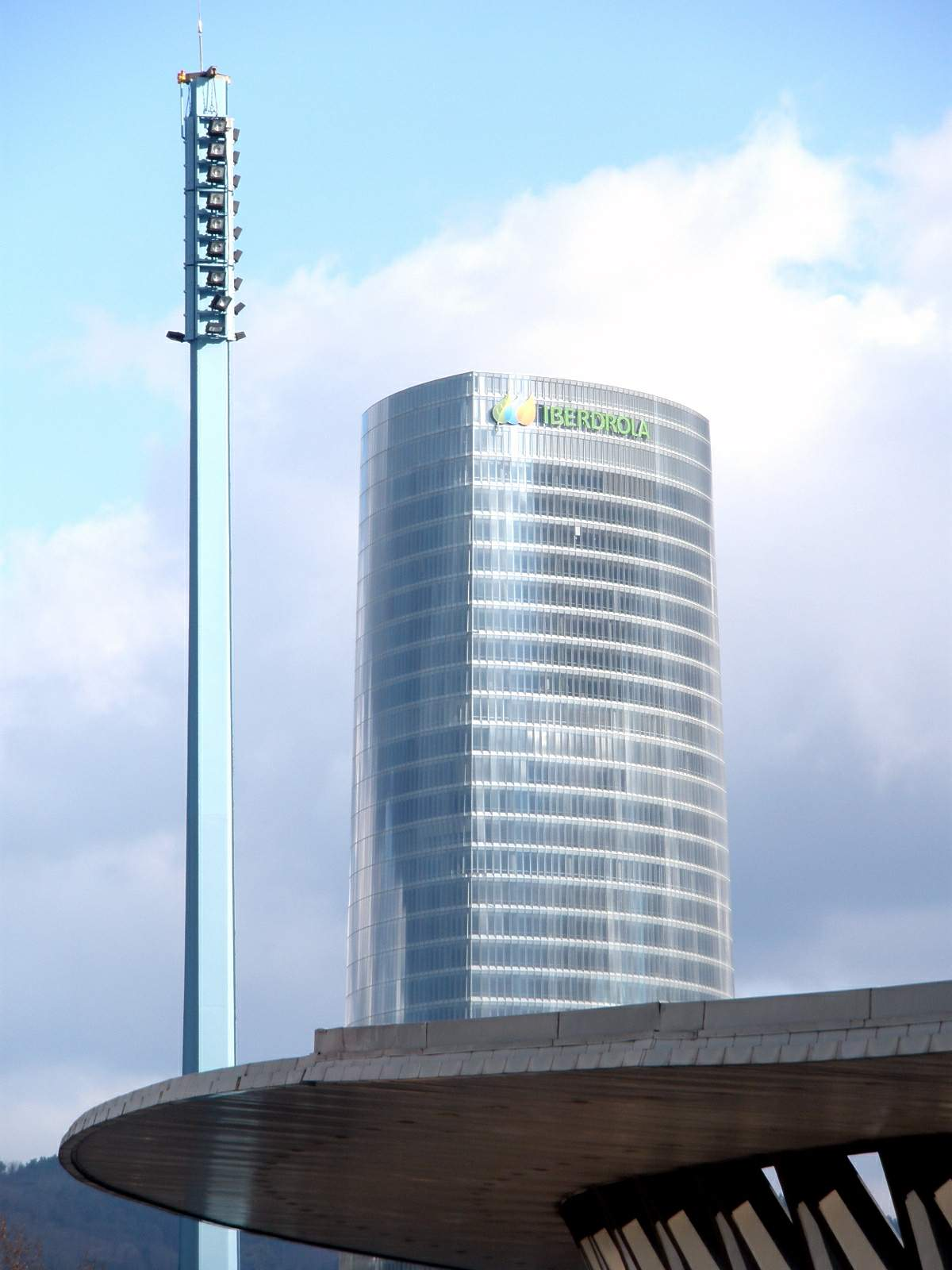
Iberdrola-toren in Bilbao

Iberdrola is een Spaanse nv en multinationale onderneming, actief in de elektriciteitssector en gevestigd in Bilbao, Baskenland. Het bedrijf werd opgericht op 1 november 1992 na een fusie tussen Hidroeléctrica Española en Iberduero. Iberdrola heeft ongeveer 42.000 werknemers in dienst en bedient ongeveer 36 miljoen klanten.

## Activiteiten
Iberdrola is het grootste elektriciteitsbedrijf in Europa en het op één na grootste ter wereld gemeten naar marktkapitalisatie per medio 2023.
In 2023 was de productiecapaciteit 62.883 megawatt (MW), waarvan 81% CO2 emissievrij. De productie was 168.599 Gwh, waarvan 62% uit hernieuwbare bronnen en 18% was afkomstig uit kernenergiecentrales. De gemiddelde CO2 uitstoot was 77 gram per kilowattuur. In 2015 heeft de onderneming zich ertoe verbonden de CO2-uitstoot met 50% te verminderen tegen 2030. Iberdrola heeft voor de periode 2023-2027 een totale investering van 47 miljard euro aangekondigd, waarvan 17 miljard euro voor hernieuwbare energiebronnen.
Dochterondernemingen van Iberdrola zijn Iberdrola España (Spanje), ScottishPower (Verenigd Koninkrijk), Avangrid (Verenigde Staten), Neoenergia S.A. (Brazilië), Iberdrola México S.A. (Mexico), Iberdrola Energía Internacional SAU (Internationaal) en Iberdrola Energía Internacional SAU (Spanje).

### Hernieuwbare energie
Iberdrola produceert voornamelijk hernieuwbare energie uit wind (onshore en offshore), zon, waterkracht en groene waterstof. In 2023 bedroeg de totale geïnstalleerde hernieuwbare capaciteit 41.250 MW.
Iberdrola is wereldleider op het gebied van windenergie op land, met een totaal geïnstalleerd vermogen van 20.000 MW. Het heeft zich ook toegelegd op offshore windenergie, met vier operationele windparken: West of Duddon Sands (389 MW) en East Anglia ONE (714 MW) in het VK, Wikinger (350 MW) in Duitsland en Saint-Brieuc (496 MW) in Frankrijk, evenals andere in aanbouw zoals Baltic Eagle (476 MW) in Duitsland en Vineyard Wind 1 (806 MW) in de VS.
Een van de belangrijkste projecten is het Tâmega Complex in Portugal, dat drie dammen en drie waterkrachtcentrales omvat, met een totale capaciteit van 1158 MW. Voor zonne-energie heeft het bedrijf wereldwijd 4576 MW aan geïnstalleerde capaciteit. De groep is onlangs begonnen met de ontwikkeling van groene waterstof door de opening van de grootste fabriek in Europa, in Spanje.

### Netwerken
Het bedrijf is ook een netwerkbeheerder en dit is een gereguleerde activiteit. Daarom zijn de resultaten zeer stabiel en nauw verbonden met het in deze tak geïnvesteerde kapitaal. Het bedrijf was in 2017 goed voor meer dan 34 miljoen elektriciteits- en aardgasklanten. Iberdrola distribueert meer elektriciteit dan het zelf opwekt.

## Geschiedenis
In 1901 werd Hidroeléctrica Ibérica opgericht en in 1907 ontstond Hidroeléctrica Española. Tijdens de Spaanse burgeroorlog werden veel energiecentrales en netwerken vernietigd. Er werd geen onderhoud gepleegd in die periode. De Tweede Wereldoorlog en de politieke en economische isolatie van Spanje onder het bewind van dictator Francisco Franco maakten het moeilijk voor Spaanse bedrijven om moderne apparatuur aan te schaffen. In 1944 werd Iberduero gevestigd.
In 1972 begon men met het produceren van elektriciteit in de kerncentrale van Santa María de Garoña. Deze centrale werd in 2013 gesloten. In 1981 kwam een kerncentrale van de tweede generatie in gebruik, de Almaraz centrale in Cáceres. In 1992 fuseerden Iberduero en Hidroeléctrica Española en gingen samen verder als Iberdrola. Met een investering in Zuid-Amerika in 1995 werd de onderneming voor het eerst buiten Spanje actief. Het laatste deel van de twintigste eeuw luidde een fase van expansie in, met name in Latijns-Amerika (voornamelijk in Mexico en Brazilië).
In de jaren negentig begon men met ernst aan duurzame energie te werken. Met dit doel werd een aparte onderneming, Iberdrola Renovables, opgericht. Een deel daarvan werd in 2007 afgestoten door middel van een beursintroductie. Dit was een tijdelijke maatregel, want in 2011 werd deze transactie weer ongedaan gemaakt. Iberdrola Renovables was toen actief in 23 landen, met een opgesteld vermogen van 12.530 MW tegen eind 2010. In 2010 bedroeg de productiecapaciteit van elektriciteit 25.400 miljoen kWh.
In april 2007 volgde de grote overname van ScottishPower waarvoor Iberdrola zo'n 11,6 miljard pond sterling neertelde. Met deze acquisitie verkreeg de onderneming ook een bescheiden aanwezigheid in de Verenigde Staten. PPM Energy, een dochteronderneming van ScottishPower in Oregon, bezit diverse windparken in dit bedrijf. In 2008 werd Energy East overgenomen voor 4,5 miljard Amerikaanse dollar waarmee de positie in Noord-Amerika werd versterkt.
In 2011 breidde de firma haar activiteiten uit op de Braziliaanse markt met de overname van Elektro.
In 2013 werd de bouw van de La Muela-centrale (in Cortes de Pallás, Valencia; 848 MW) voltooid – het betreft hier één van de grootste centrales voor de opslag van waterkracht in Europa.
In februari 2015 voegde Iberdrola zijn Amerikaanse activiteiten samen met UIL Holdings Corporation, een Amerikaans elektriciteitsproductie- en gasdistributiebedrijf. Hierdoor ontstond een nieuw beursgenoteerd bedrijf met Iberdrola als grootste aandeelhouder. In december 2015, na de integratie van Iberdrola USA en UIL Corporation, werd Avangrid opgericht en bracht Iberdrola 18,5% van dit bedrijf naar de New York Stock Exchange.
In 2015 verbond het bedrijf zich ertoe de CO2-uitstoot met 50% te verminderen tegen 2030 en eind 2017 kondigde het zijn voornemen aan om al zijn kolengestookte elektriciteitscentrales wereldwijd te sluiten Iberdrola maakte een totale investering van 47 miljard euro bekend, waarvan 17 miljard euro voor hernieuwbare energie. Hiermee wil men het aandeel aan hernieuwbare energie verhogen tot 52.000 MW in 2025.
In oktober 2020 volgde de acquisitie van Infigen, een Australische onderneming gespecialiseerd in zonneënergie, voor het equivalent van ongeveer US$ 550 miljoen. In 2020 werd de laatste centrale met steenkool als brandstof gesloten. In hetzelfde jaar werd het Franse Aalto Power aangekocht voor € 100 miljoen. Aalto Power richt zich op windenergieprojecten. Verder werden dat jaar de distributeur CEB-D in Brazilië en Acacias Renewables in Japan overgenomen. Dat jaar werd ook de grootste fotovoltaïsche installatie van Europa in gebruik genomen: de Núñez de Balboa-installatie (500 MW) in Badajoz. In Australië begon de bouw van Port Augusta, ’s werelds eerste hybride centrale (wind en zon) met een capaciteit van 317 MW.
In 2021 berichtte Iberdrola over een investering van € 7,1 miljard voor de bouw van het windmolenpark op zee, de East Anglia Hub. Dit complex omvat drie deelprojecten met een totale capaciteit van 2900 MW, East Anglia ONE North, East Anglia TWO en East Anglia THREE.
In 2022 werd een groene waterstofinstallatie in Puertollano geopend met een capaciteit van 3000 ton hernieuwbare waterstof per jaar. De waterkrachtcentrale van Tâmega (Tâmega rivier - noordelijk Portugal) werd geopend na een investering van € 1,5 miljard.
In 2023 maakte de onderneming, samen met ACE Terminal en Hynetwork Services, de ontwikkeling bekend van de groene waterstofmaritieme corridor tussen Spanje en Nederland. De koning van Nederland bezocht, vergezeld door Ignacio Galán, de installatie toen overeenkomsten werden ondertekend tussen Iberdrola, ACE Terminal en Hynetwork Services.
In april 2023 kondigde Iberdrola de verkoop aan van centrale met een capaciteit van 8539 megawatt (MW), waarvan 99% uit gascentrales met gecombineerde cyclus, aan de Mexicaanse staat voor zes miljard dollar.
In de zomer van 2023 startte de energieproductie van het offshore windmolenpark in Saint-Brieuc in Bretagne. Met een investering van € 2,4 miljard zal jaarlijks zo'n 1820 GWh aan elektriciteit worden opgewekt, voldoende voor 835.000 huishoudens.

## Publieke activiteiten en sponsoring
In 2006 richtte Iberdrola het Corporate Volunteering Program op, een wereldwijd initiatief gericht op het ondersteunen van de deelname van zijn medewerkers aan sociale projecten, de integratie van kwetsbare groepen in de samenleving, verbetering van het milieu en duurzame ontwikkeling. In 2022 namen meer dan 16.800 vrijwilligers deel aan dit programma en hielpen daarmee meer dan een half miljoen mensen.
Iberdrola is een Equality Partner voor het Spaanse Olympisch Comité en ondersteunt zowel de Olympische als de Paralympische Spelen. Het bedrijf promoot 32 Nationale Federaties.
De firma tekende in het seizoen 2009-2010 een sponsorovereenkomst met de Koninklijke Spaanse Voetbalfederatie (RFEF) als hoofdsponsor van het Spaanse nationale voetbalteam. Tijdens deze sponsoring won het Nationale Team het WK van 2010.
Neoenergia, haar dochteronderneming in Brazilië, werd in 2021 de eerste specifieke sponsor van het Braziliaanse vrouwenvoetbal met het ondertekenen van een overeenkomst met de Braziliaanse Voetbalconfederatie (CBF). ScottishPower sponsort het vrouwenvoetbal in Schotland.